# Corso Rosmini
Corso Rosmini a Rovereto è una delle vie principali della città. Tra i monumenti più significativi che vi si affacciano ci sono il palazzo Balista, la casa natale di Antonio Rosmini e il palazzo Del Bene. Rappresenta l'asse principale d'accesso al centro cittadino dal piazzale della stazione.

## Storia

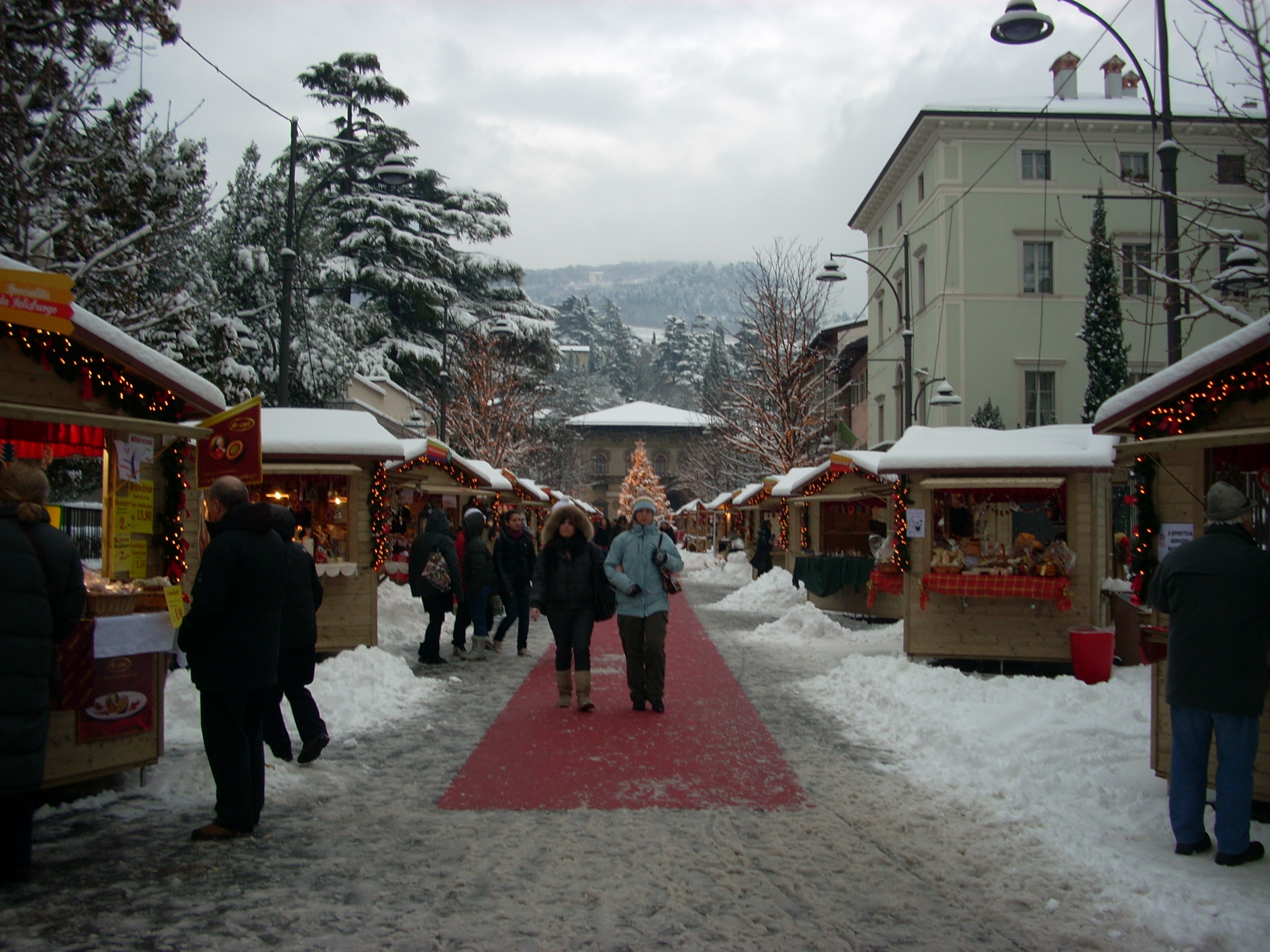
Corso Rosmini nel dicembre 2009 quando un tratto della via venne utilizzata per il tradizionale mercatino di Natale.

Il comune di Rovereto decise la costruzione di una via ampia e in linea retta che unisse la stazione ferroviaria alla piazza (allora piazza Nuova o piazza Scuole poi piazza Rosmini) dalla quale si irradiano corso Bettini, via dei Colli e via Orefici dopo la morte di Antonio Rosmini avvenuta nel 1855. 

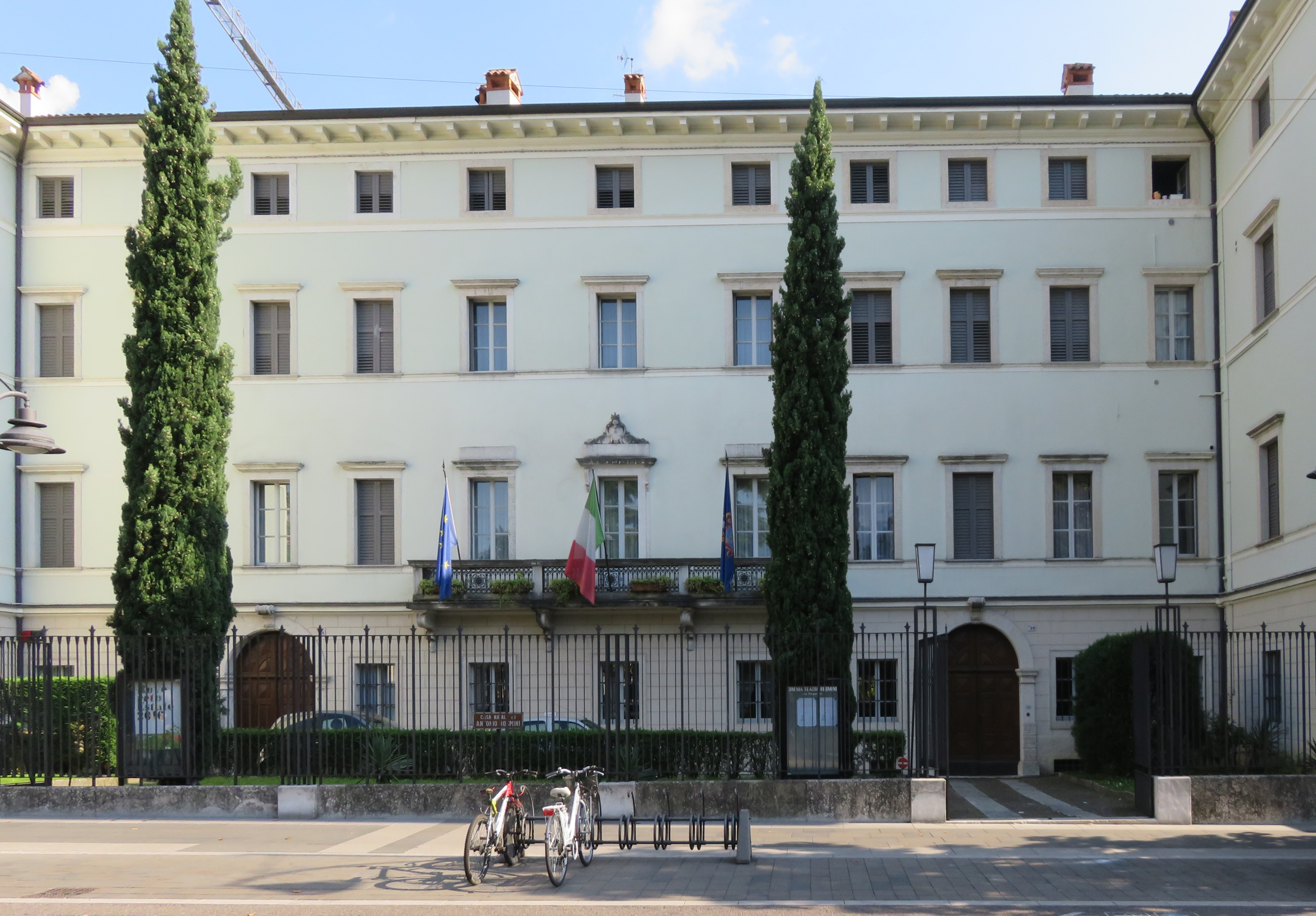
Casa natale di Antonio Rosmini

Una volta espropriati gli spazi necessari l'opera venne realizzata in breve tempo.
Dal momento della sua costruzione il corso, lungo circa un chilometro e largo ventidue metri, è divenuto la via privilegiata di accesso al centro. Fiancheggiata da ippocastani e da diversi edifici di pregio, anche malgrado le recenti costruzioni in cemento sorte seguendo concetti urbanistici moderni, conserva il suo impianto ottocentesco.

### Origini del nome
Subito dopo la sua costruzione nel XIX secolo la via prese il nome di via Nuova ma già nel 1890 era diventata corso Rosmini.

## Luoghi d'interesse

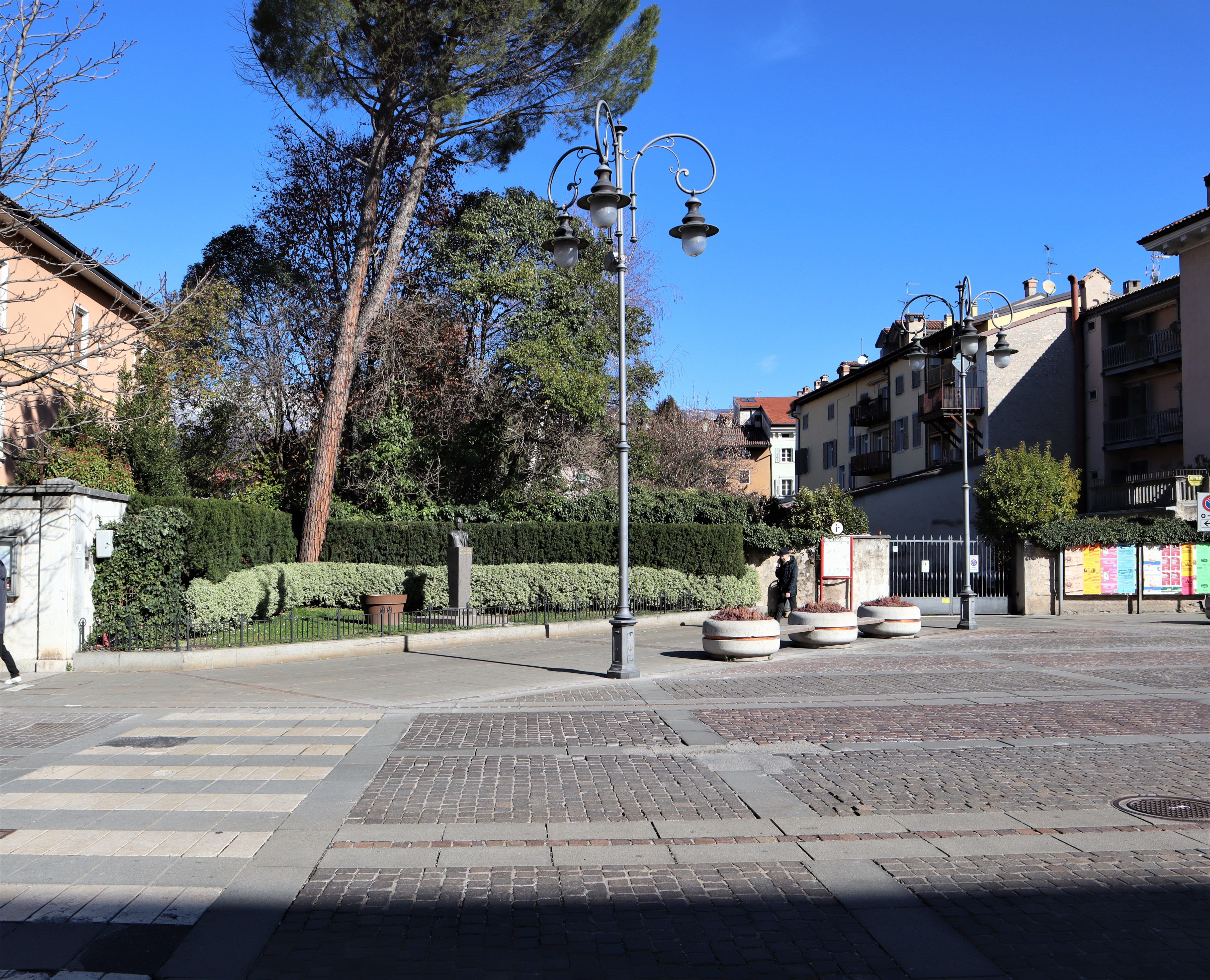
Busto di Riccardo Zandonai in piazza Rosmini.

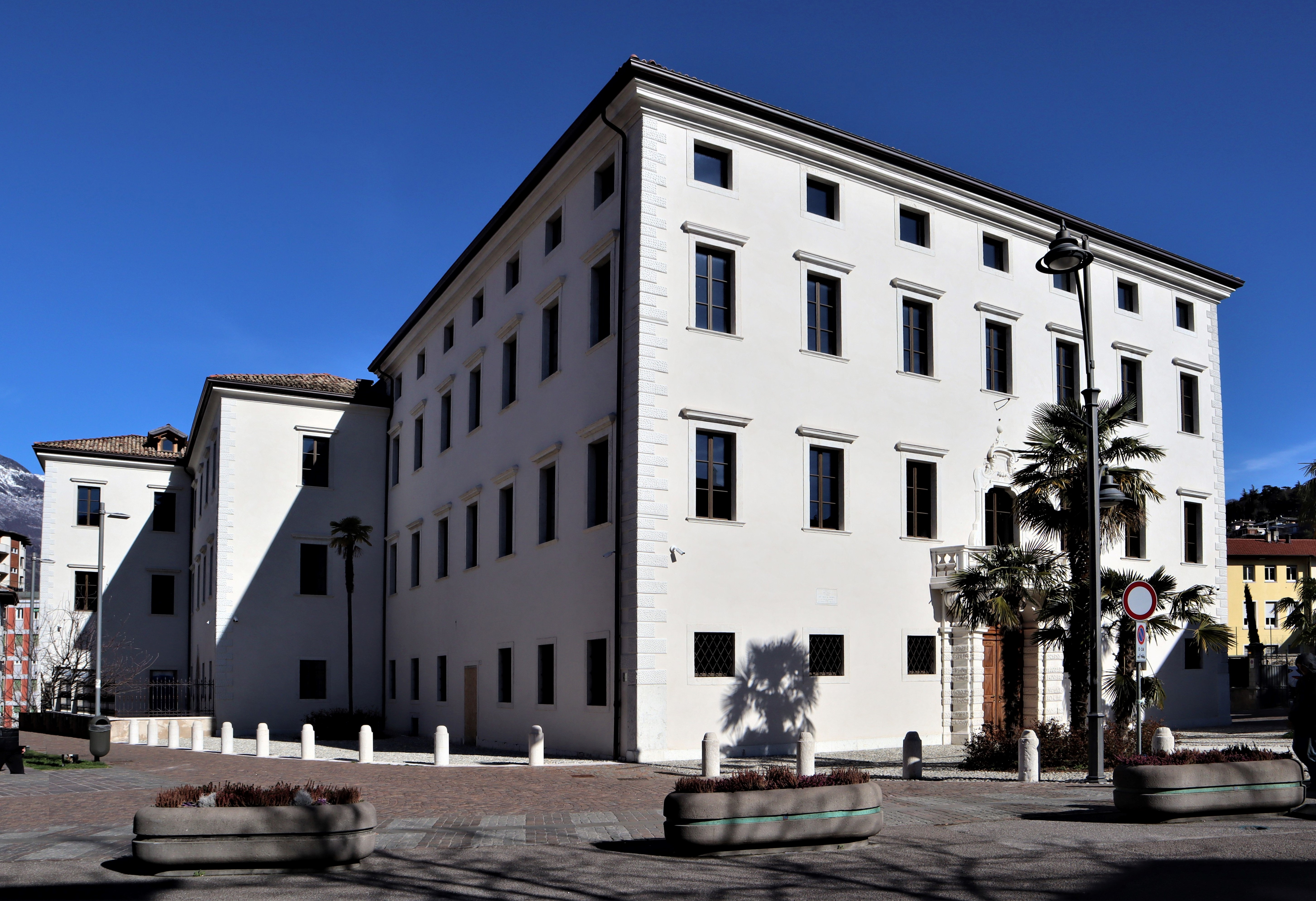
Palazzo Balista.

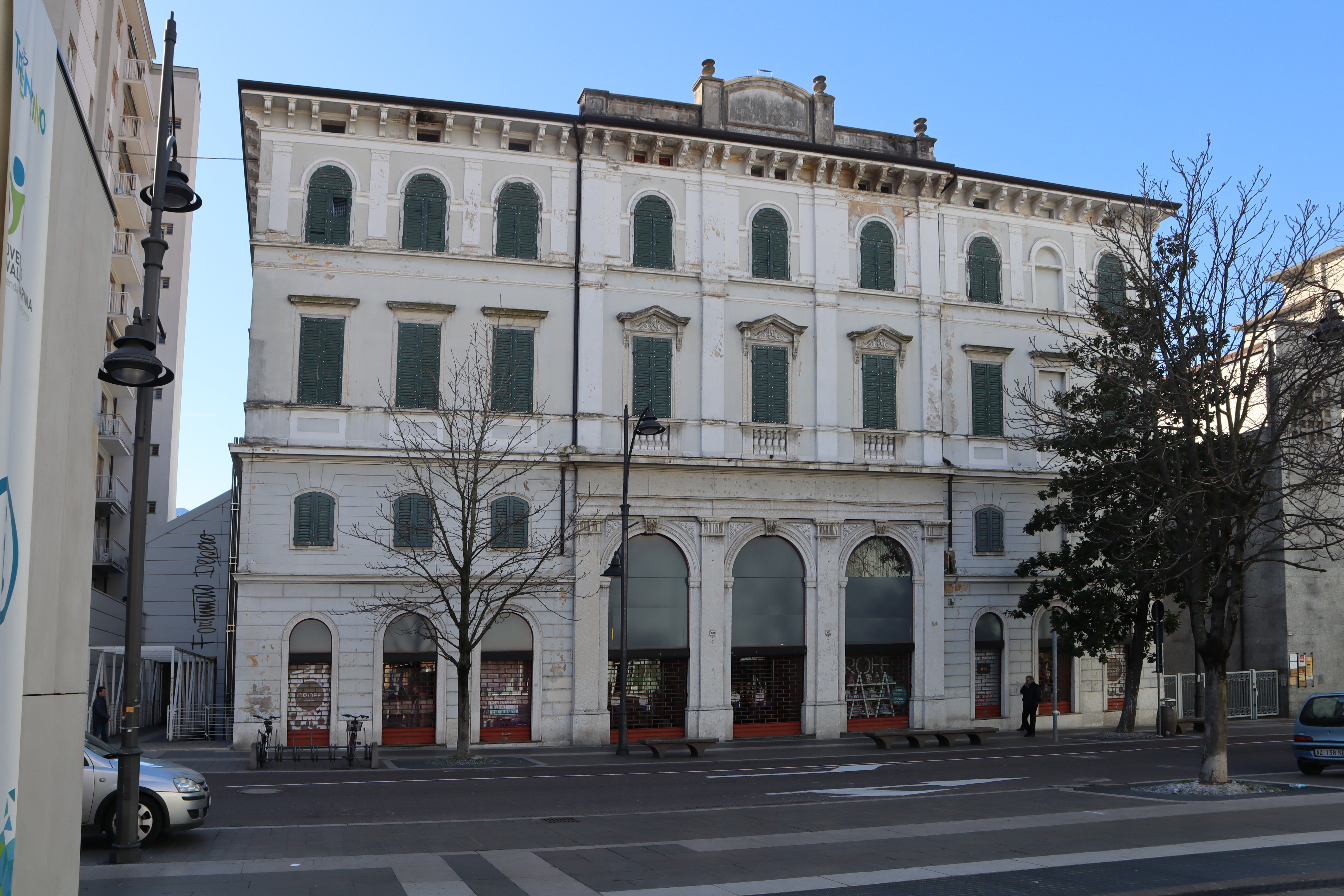
Ex albergo Vittoria.

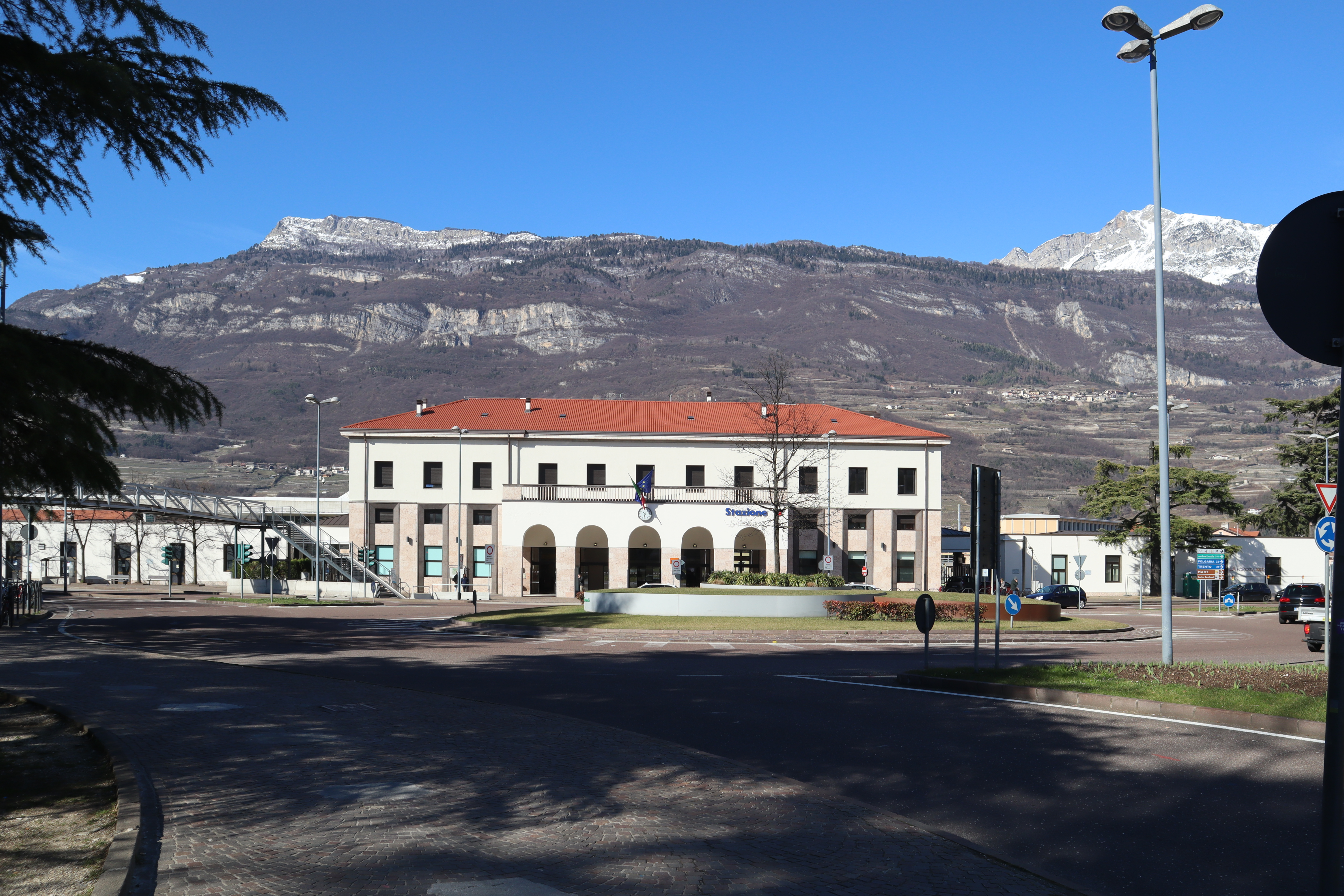
Stazione ferroviaria in piazzale Orsi.

- Palazzo Del Bene, in piazza Rosmini. Di origine quattrocentesca è stato proprietà della famiglia Del Bene, dei conti D'Arco, delle monache di San Carlo Borromeo e del comune di Rovereto. In tempi recenti è divenuto sede di un istituto di credito e dell'Accademia Roveretana degli Agiati.
- Monumento al compositore roveretano Riccardo Zandonai, in piazza Rosmini.
- Palazzo Balista, anche noto come palazzo Rosmini al Frassen.[3]
- Ex albergo Vittoria (già hotel Glira), trasformato nel secondo dopoguerra in grande magazzino. Accanto è stato a lungo attivo il cinema Vittoria, poi chiuso. L'area è stata ricostruita e sono stati ricavati nuovi spazi urbani utilizzati prima per un piccolo centro commerciale e poi per le sale dell'Urban Center Rovereto e in parte come sede organizzativa del festival Oriente Occidente e la scuola di danza.[4][5]
- Civica scuola musicale "Riccardo Zandonai",[6] liceo Fabio Filzi, scuola secondaria di primo grado Damiano Chiesa, palazzo di Giustizia.
- Chiesetta di Santa Maria delle Grazie che risale al XVIII secolo.[2]
- Stazione di Rovereto. Costruita nel 1859, ristrutturata negli anni dieci, danneggiata gravemente dai bombardamenti alleati nel secondo conflitto mondiale e poi ricostruita, costituisce il limite occidentale di piazzale Orsi ed è posta sulla strada statale 12 dell'Abetone e del Brennero.